# Henri Rollan
Henri Rollan (23 de marzo de 1888 – 23 de junio de 1967) fue un actor y director teatral, además de actor cinematográfico, de nacionalidad francesa. 
Nacido y fallecido en París, Francia, su verdadero nombre era Henri Martine.

## Filmografía
| - 1910 : L'Héritière, de Henri Pouctal - 1910 : L'Amour et le temps, de Michel Carré - 1912 : Sur la corde raide - 1913 : L'Absent, de Albert Capellani - 1913 : Le Chevalier de Maison-Rouge, de Albert Capellani - 1913 : Jeanne la maudite, de Georges Denola - 1913 : L'Enfant de la folle, de Georges Denola - 1913 : Sur la câble aérien - 1918 : Le Baron mystère, de Maurice Challiot - 1921 : Les Trois Masques, de Henry Krauss - 1921 : Les Trois Mousquetaires, de Henri Diamant-Berger - 1922 : Mimi Trottin, de Henri Andréani - 1922 : Le Sang d'Allah, de Luitz-Morat - 1922 : Vingt ans après, de Henri Diamant-Berger - 1923 : L'Emprise, de Henri Diamant-Berger - 1923 : Paris qui dort, de René Clair - 1931 : Sola, de Henri Diamant-Berger - 1932 : Les Trois Mousquetaires, de Henri Diamant-Berger - 1932 : Clair de lune, de Henri Diamant-Berger - 1933 : Primerose, de René Guissart - 1933 : Le Maître de forges, de Fernand Rivers - 1934 : Miquette et sa mère, codirector con Maurice y Henri Diamant-Berger - 1934 : La Marche nuptiale, de Mario Bonnard - 1934 : La Flambée, de Jean de Marguenat - 1934 : L'Aventurier, de Marcel L'Herbier - 1934 : Le Scandale, de Marcel L'Herbier - 1935 : La Gondole aux chimères, de Augusto Genina - 1935 : Les Mystères de Paris, de Félix Gandera | - 1935 : Le Clown Bux, de Jacques Natanson - 1935 : Sous la terreur, de Giovacchino Forzano y Marcel Cohen - 1935 : Marie des Angoisses, de Michel Bernheim - 1936 : Femmes, de Bernard Roland - 1936 : La Garçonne, de Jean de Limur - 1936 : La Tentation, de Pierre Caron - 1937 : Les Anges noirs, de Willy Rozier - 1938 : Petite Peste, de Jean de Limur - 1938 : Le Cœur ébloui, de Jean Vallée - 1938 : Giuseppe Verdi / Le roman d'un génie, de Carmine Gallone - 1941 : Méphisto 41, de René Delacroix - 1942 : Coup de feu dans la nuit, de Robert Péguy - 1943 : Un visage...cent visages !, de Elie de Fort-Barcourt - 1948 : Ceux du Tchad, de Georges Régnier - 1949 : Les Nouveaux Maîtres, de Paul Nivoix - 1949 : Le Cas du docteur Galloy, de Maurice Boutel - 1951 : Barbe-Bleue, de Christian Jaque - 1951 : Fanfan la Tulipe, de Christian Jaque - 1951 : Buridan, héros de la Tour de Nesle, de Émile Couzinet - 1951 : Les Joueurs, de Claude Barma - 1953 : Les Amoureux de Marianne, de Jean Stelli - 1956 : Les Aventures d'Arsène Lupin, de Jacques Becker - 1961 : 21 rue Blanche à Paris, de Quincy Albicoco y Claude-Yvon Leduc |

## Teatro

### Actor
- 1906 : Julio César, de William Shakespeare, escenografía de André Antoine, Teatro del Odéon
- 1907 : La Maison des juges, de Gaston Leroux, escenografía de André Antoine, Teatro del Odéon
- 1907 : Chatterton, de Alfred de Vigny, escenografía de André Antoine, Teatro del Odéon
- 1909 : La Mort de Pan, de Alexandre Arnoux, escenografía de André Antoine, Teatro del Odéon
- 1909 : Beethoven, de René Fauchois, escenografía de André Antoine, Teatro del Odéon
- 1909 : Les Grands, de Pierre Veber y Serge Basset, Teatro del Odéon
- 1913 : Alsace, de Gaston Leroux y Lucien Camille, Teatro Fémina
- 1918 : Lucrèce Borgia, de Victor Hugo, Comédie-Française
- 1921 : Le Dieu d'argile, de Édouard Schneider, Teatro Antoine
- 1922 : Judith, de Henry Bernstein, Théâtre du Gymnase Marie-Bell
- 1923 : L'Esclave errante, de Henry Kistemaeckers, Teatro de París
- 1924 : La Danse de minuit, de Charles Méré, escenografía de Victor Francen, Teatro de París
- 1924 : La Tentation, de Charles Méré, escenografía de Véra Sergine, Teatro de París
- 1925 : La nuit est à nous, de Henry Kistemaeckers, Teatro de París
- 1928 : Le Carnaval de l'amour, de Charles Méré, escenografía de Émile Couvelaine, Teatro de la Porte Saint-Martin
- 1928 : Napoléon IV, de Maurice Rostand, escenografía de Émile Couvelaine, Teatro de la Porte Saint-Martin
- 1932 : Berenice, de Jean Racine, Teatro Antoine
- 1932 : Édition spéciale, de Louis Weitzenhorn, Teatro des Ambassadeurs
- 1934 : Un roi, deux dames et un valet, de François Porche, Teatro de los Campos Elíseos
- 1936 : Europe, de Maurice Rostand, Teatro Pigalle
- 1936 : Napoléon unique, de Paul Raynal, escenografía de Jacques Copeau, Teatro de la Porte Saint-Martin
- 1937 : Le Mari singulier, de Luc Durtain, Teatro del Odéon
- 1938 : Duo, de Paul Géraldy, escenografía de Jean Wall, Teatro Saint-Georges
- 1944 : Fils de personne, de Henry de Montherlant, escenografía de Pierre Dux, Teatro Saint-Georges
- 1945 : Le Fleuve étincelant, de Charles Morgan, escenografía de Jean Mercure, Teatro Pigalle
- 1945 : Rebeca, de Daphne du Maurier, escenografía de Jean Wall, Teatro de París
- 1946 : Valérie, de Eddy Ghilain, escenografía de Jean Wall, Teatro de París
- 1947 : La Descente aux enfers, de Madame Simone, escenografía de Georges Douking, Teatro Pigalle
- 1947 : Nuits noires, de John Steinbeck, escenografía de Henri Rollan, Teatro Saint-Georges
- 1948 : Le Maître de Santiago, de Henry de Montherlant, escenografía de Paul Œttly, Teatro Hébertot y Teatro royal du Parc, en Bruselas
- 1948 : Sapho, de Alphonse Daudet y Auguste Belot, escenografía de Gaston Baty, Comédie-Française
- 1948 : Aimer, de Paul Géraldy, escenografía de Henri Rollan, Comédie-Française
- 1949 : L'Inconnue d'Arras, de Armand Salacrou, escenografía de Gaston Baty, Comédie-Française
- 1949 : Le Soulier de satin, de Paul Claudel, escenografía de Jean-Louis Barrault, Comédie-Française
- 1949 : Le Roi, de Robert de Flers y Gaston Arman de Caillavet, escenografía de Jacques Charon, Comédie-Française
- 1949 : Ricardo II, de William Shakespeare, escenografía de Jean Vilar, Festival de Aviñón
- 1949 : El Cid, de Pierre Corneille, escenografía de Jean Vilar, Festival de Aviñón
- 1949 : Pasiphaé, de Henry de Montherlant, escenografía de Jean Vilar, Festival de Aviñón
- 1949 : Jeanne la Folle, de François Aman-Jean, escenografía de Jean Meyer, Comédie-Française en el Teatro del Odéon
- 1950 : Otelo, de William Shakespeare, escenografía de Jean Meyer, Comédie-Française
- 1950 : L'Otage, de Paul Claudel, escenografía de Henri Rollan, Comédie-Française
- 1950 : El cuento de invierno, de William Shakespeare, escenografía de Julien Bertheau, Comédie-Française
- 1950 : Les Caves du Vatican, de André Gide, escenografía de Jean Meyer, Comédie-Française
- 1951 : Madame Sans Gêne, de Victorien Sardou, escenografía de Georges Chamarat, Comédie-Française
- 1951 : Le Veau gras, de Bernard Zimmer, escenografía de Julien Bertheau, Comédie-Française
- 1951 : Donogoo, de Jules Romains, escenografía de Jean Meyer, Comédie-Française
- 1952 : Hernani, de Victor Hugo, escenografía de Henri Rollan, Comédie-Française
- 1952 : Las nubes, de Aristófanes, escenografía de Socrato Carandinos, Comédie-Française
- 1952 : Romeo y Julieta, de William Shakespeare, escenografía de Julien Bertheau, Comédie-Française
- 1952 : La Coupe enchantée, de Jean de La Fontaine y Champmeslé, escenografía de Jacques Clancy, Comédie-Française
- 1953 : Monsieur Le Trouhadec saisi par la débauche0, de Jules Romains, escenografía de Jean Meyer, Comédie-Française
- 1954 : El burgués gentilhombre, de Molière, escenografía de Jean Meyer, Comédie-Française
- 1955 : Port-Royal, de Henry de Montherlant, escenografía de Jean Meyer, Comédie-Française
- 1955 : Est-il bon ? Est-il méchant ?, de Denis Diderot, escenografía de Henri Rollan, Comédie-Française
- 1958 : Le Maître de Santiago, de Henry de Montherlant, escenografía de Henri Rollan, Comédie-Française
- 1960 : Le Cardinal d'Espagne, de Henry de Montherlant, escenografía de Jean Mercure, Comédie-Française
- 1960 : Ruy Blas, de Victor Hugo, escenografía de Raymond Rouleau, Comédie-Française
- 1962 : La Fourmi dans le corps, de Jacques Audiberti, escenografía de André Barsacq, Comédie-Française
- 1962 : El avaro, de Molière, escenografía de Jacques Mauclair, Comédie-Française
- 1963 : La Mort de Pompée, de Pierre Corneille, escenografía de Jean Marchat, Comédie-Française
- 1963 : La Foire aux sentiments, de Roger Ferdinand, escenografía de Raymond Gérôme, Comédie-Française
- 1964 : Donogoo, de Jules Romains, escenografía de Jean Meyer, Comédie-Française
- 1964 : Le Carrosse du Saint-Sacrement, de Prosper Mérimée, escenografía de Jean Marchat, Comédie-Française
- 1965 : El sueño de una noche de verano, de Shakespeare, escenografía de Jacques Fabbri, Comédie-Française

### Director
- 1945 : Cumbres borrascosas, a partir de Emily Brontë, Teatro Hébertot
- 1947 : Nuits noires, de John Steinbeck, Teatro Saint-Georges
- 1948 : Aimer, de Paul Géraldy, Comédie-Française
- 1950 : L'Otage, de Paul Claudel, Comédie-Française
- 1951 : Antígona, de Sófocles, Comédie-Française
- 1952 : Hernani, de Victor Hugo, Comédie-Française
- 1954 : Le Seigneur de San Gor, de Gloria Alcorta, dirigida junto a Jacques Mauclair, Teatro des Arts
- 1955 : Élizabeth, la femme sans homme, de André Josset, Comédie-Française
- 1955 : Est-il bon ? Est-il méchant ?, de Denis Diderot, Comédie-Française
- 1956 : Le Miroir, de Armand Salacrou, Teatro des Ambassadeurs
- 1958 : Le Maître de Santiago, de Henry de Montherlant, Comédie-Française
- 1960 : Knock ou le triomphe de la médecine, de Jules Romains, Teatro Hébertot
- 1963 : Fils de personne, L'Embroc, La Ville dont le prince est un enfant, de Henry de Montherlant, Teatro des Mathurins
- 1966 : Les Monstres sacrés, de Jean Cocteau, Teatro des Ambassadeurs